# Cantone di Guingamp
Il Cantone di Guingamp è una divisione amministrativa dell'Arrondissement di Guingamp.
A seguito della riforma approvata con decreto del 13 febbraio 2014, che ha avuto attuazione dopo le elezioni dipartimentali del 2015, è passato da 8 a 9 comuni.

## Composizione
Gli 8 comuni facenti parte prima della riforma del 2014 erano:
- Coadout
- Grâces
- Guingamp
- Moustéru
- Pabu
- Plouisy
- Ploumagoar
- Saint-Agathon

Dal 2015 i comuni appartenenti al cantone sono i seguenti 9:
- Goudelin
- Grâces
- Guingamp
- Le Merzer
- Pabu
- Plouisy
- Ploumagoar
- Pommerit-le-Vicomte
- Saint-Agathon